# Пашлова, Татьяна Матвеевна
Татьяна Матвеевна Пашлова (1910 — ?) — советская ткачиха и общественная деятельница, Герой Социалистического Труда.

## Биография
Татьяна Пашлова родилась в 1910 году. Её детство прошло в детском доме. В 1928 году устроилась на работу ткачихой на Краснохолмский камвольный комбинат Московского городского совнархоза. Хорошо овладев мастерством ткачихи, первой на комбинате перешла на обслуживание четырёх станков.
Во время Великой Отечественной войны на фронте погиб муж Татьяны Матвеевны, и она стала одна воспитывать сына. Вскоре умерла её сестра, и Татьяна Матвеевна взяла на воспитание двух её детей.
Продолжая усердно трудиться, систематически перевыполняла план при высоком качестве продукции. Была наставницей десятков работниц комбината.
Активно занималась общественной деятельностью. Была членом КПСС. Избиралась членом цехового комитета профсоюза, затем фарбкома. Была членом Московского городского комитета КПСС, неоднократно избиралась депутатом Кировского районного совета. Была делегатом XXII съезда КПСС (1961) и XIII съезда профсоюзов СССР (1963).
Указом Президиума Верховного Совета СССР от 7 марта 1960 года «за выдающиеся достижения в труде и особо плодотворную общественную деятельность» Татьяне Пашловой было присвоено звание Героя Социалистического Труда с вручением ордена Ленина и золотой медали «Серп и Молот».
Жила в Москве по адресу: улица Бахрушина, 4.

## В искусстве
В 1967 году художник Н. И. Дрючин выполнил портрет Т. М. Пашловой.

## Сочинения
- Пашлова Т. М. Мои приемы ткачества. — М.—Л.: Гизлегпром, 1937. — (Библиотечка стахановца. Шерстяная промышленность).